# Мільярдна частка
Мільярдна частка — одиниця вимірювання концентрації та інших відносних величин, аналогічна за змістом відсотка чи проміле, становить одну мільярдну частку. Позначення в українській мові — млрд−1 або ч/млрд. Міжнародне позначення — ppb (англ. parts per billion, читається «пі-пі-бі», «частин на мільярд»).
Міжнародне позначення ppb потребує уваги, оскільки слово billion в американській англійській означає мільярд, а в британській трильйон.

## Перерахунок
- 1 млрд−1 = 0,000001 ‰ = 0,0000001 % = 10−9
- 1 % = 10 000 000 млрд−1
- 1 ‰ = 1 000 000 млрд−1
- 1 ppm = 1000 млрд−1
- 1 млрд−1 = 0,001 млн−1

## Концентрації
- Масова концентрація 1 млрд−1 = 1 мг/т = 1 мкг/кг = 1 нг/г.
- Об'ємна концентрація 1 млрд−1 = 1 м3/км3 = 1 мм3/м3 = 1 мкм3/мм3